# Lễ hội cầu mưa (người Lô Lô)
Lễ hội cầu mưa người Lô Lô là một lễ hội của dân tộc người Lô Lô, Mèo Vạc, Hà Giang. Với những nghi thức đặc sắc, độc đáo, lễ cầu mưa được lưu truyền từ đời này tới đời khác, đến nay không chỉ là một sự kiện mang tính tín ngưỡng, mà còn là dịp để mọi người gặp gỡ, bàn chuyện làm ăn, cầu may, bày tỏ lòng thành kính với đất trời, trai gái giao duyên...

## Thời gian
Lễ cầu mưa thông thường được tổ chức vào tháng ba âm lịch, vào các ngày 15, 17 hoặc 19. Việc cầu mưa không thể làm tùy tiện, không phải năm nào cũng làm lễ, mà chỉ vào những năm thời tiết khắc nghiệt, khô hạn, người dân trong vùng mới tập trung lại, mời người làm lễ (là trưởng xóm hoặc người cao tuổi có uy tín trong khu vực).

## Chuẩn bị lễ
Trước đây, những nhà giàu trong bản sẽ đứng ra chịu toàn bộ chi phí cho buổi lễ. Nhưng ngày nay, muốn có mưa xuống để cây cối được tốt tươi, có nước gieo trồng, mỗi nhà đều lo gom góp một lễ vật mang đến nhà thầy cúng hoặc nhà trưởng bản, người thì con gà con chó, người thì cân gạo, chai rượu...
Để cho lễ cầu mưa thành công, không thể thiếu một thủ tục đầu tiên, đó là làm lễ xin các thầy cúng tiền bối (nếu các thầy cúng tiền bối không đồng ý, có làm lễ cầu khấn thế nào cũng không có mưa). Thủ tục xin khá đơn giản, bao gồm một chén nước, hương và giấy trúc (một loại giấy chuyên dùng vào việc cúng tế của người Lô Lô, nhìn gần giống như giấy bản). 
Trước hết thầy cúng thắp hương tại bàn thờ gia tiên, sau đó đặt giấy trúc, chén nước xuống một góc nhà và khấn xin. Sau đó ông bọc tờ giấy trúc lên chén nước, nếu nước trong chén không bị thấm hoặc đổ ra ngoài thì việc xin phép mới linh nghiệm và lễ cầu mưa mới thành công. Cuối cùng, thầy cúng đốt tờ giấy trúc, hoàn tất thủ tục.
Nơi thực hiện lễ cầu mưa thường là một bãi đất rộng, cao, ngay cạnh nương rẫy. Đồ tế lễ phải có rượu ngô, chó, gà, một thanh kiếm (có thể bằng sắt hoặc gỗ), một bát nước, bốn chén rượu, bốn ống hương bằng tre tượng trưng cho bốn phương trời.
Các thiếu nữ chuẩn bị trang điểm, mặc trang phục truyền thống của người Lô Lô, các nhạc cụ cần thiết để vào lễ. Các trai bản thì lo làm lễ vật dâng cúng. Nhạc cụ không thể thiếu trong buổi lễ là trống đồng và nhị. Chiếc trống đồng hay cây nhị chuyên dùng trong lễ cầu mưa.

## Phần lễ cầu mưa
Trưởng xóm hoặc người cao tuổi có uy tín trong khu vực, biết đầy đủ những nghi thức thực hiện lễ cầu mưa. Là người chịu trách nhiệm phần lễ, những nghi lễ tiến hành cùng với sự tham gia của dân xóm. Những nghi thức cúng này được tiến hành hai lần. Những lễ vật sống dâng cúng như chó, gà sẽ được dắt đến nơi hành lễ, buộc quanh bàn lễ và người tế lễ khấn cầu xin phép dâng lễ. Sau đó chúng sẽ được các trai tráng trong xóm mang đi làm thịt, xong lại dâng lên cúng lần nữa.
Bài khấn bằng tiếng Lô Lô, cầu cho mùa màng tốt tươi, mưa thuận gió hòa, làng bản no ấm. Bài khấn dài và thanh âm trầm bổng như một bài văn tế, người khấn như hát văn, nghe du dương trong tiếng trống, tiếng nhị. Sau khi khấn xong, người làm lễ sẽ đốt giấy bản ở bốn góc bàn, vẩy rượu ra bốn phương tạ ơn trời đất.

## Phần hội cầu mưa
Cúng xong, dân bản quây quần uống rượu, ăn thịt, múa hát xung quanh bàn lễ. Các cô gái Lô Lô xinh đẹp nhảy múa trong bộ váy áo truyền thống, thêu hoa văn rực rỡ, vừa nhảy múa vừa kéo nhị. Thể hiện những nét tinh túy trong đời sống văn hóa của người Lô Lô, qua những bộ trang phục sặc sỡ mà tinh tế, qua những nhạc cụ độc đáo và những làn điệu dân ca, những điệu múa đặc sắc. Lễ cầu mưa cũng là dịp để người dân tụ hội, bàn chuyện làm ăn, trai gái thì múa hát giao duyên.

## Kết thúc lễ
Người Lô Lô tin rằng, sau khi làm lễ, chỉ trong vòng từ 3 đến 9 ngày là có mưa.